# NGC 14
NGC 14 là một thiên hà vô định hình trong chòm sao Phi Mã. Nó đã được xếp vào Atlas các thiên hà kỳ lạ của Halton Arp, trong phần "Các thiên hà có sự xuất hiện của sự phân hạch", vì sự xuất hiện bất thường của thiên hà này khiến nó trông giống như đang tách ra. Nó được phát hiện vào ngày 18 tháng 9 năm 1786 bởi William Herschel.